# Roy Edward Disney
Roy Edward Disney   (Los Angeles, 10 de gener de 1930 - Newport Beach, 16 de desembre de 2009) va ser fill de Roy O. Disney i nebot de Walt Disney, cofundadors de The Walt Disney Company. Va ser el darrer membre de la família en tenir una paper en la direcció de la companyia. Començant amb un paper discret, un cop als anys 80 i un altre cop als anys 2000 va propiciar la substitució dels principals executius.